# Давид Сякис
Давид Сякис (на гръцки: Δαυίδ Σιακκής), с псевдоним Димитрис Цакалос (Δημήτρης Τσάκαλος), е гръцки лекар и офицер, деец на Гръцката въоръжена пропаганда в Македония от началото на XX век.

## Биография
Давид Сякис е роден през 1879 или 1882 година в Лариса, Гърция. По произход е евреин, учи медицина в Атинския университет, а след като се дипломира през 1907 година, се присъединява към гръцката пропаганда в Македония. В продължение на 5 месеца лекува гръцките андарти в Ениджевардарското езеро и оставя спомени от това време. Атанасиос Сулиотис отбелязва приноса му за гръцкото дело, на фона на общо антигръцките позиции на солунското еврейство.
След това работи в Лазаристкия манастир в Солун. Участва в Балканските войни, след което е лейтенант от сухопътните сили в Първата световна война и в Гръцко-турската война. Умира през 1930 година.